# ایکر مونوز
ایکر مونوز (انگلیسی: Iker Muñoz؛ زادهٔ ۵ نوامبر ۲۰۰۲) بازیکن فوتبال اهل اسپانیا است که در پست هافبک برای اوساسونا بازی می‌کند.
از باشگاه‌هایی که در آن بازی کرده‌است می‌توان به باشگاه فوتبال اوساسونا اشاره کرد.